# Катання на ковзанах

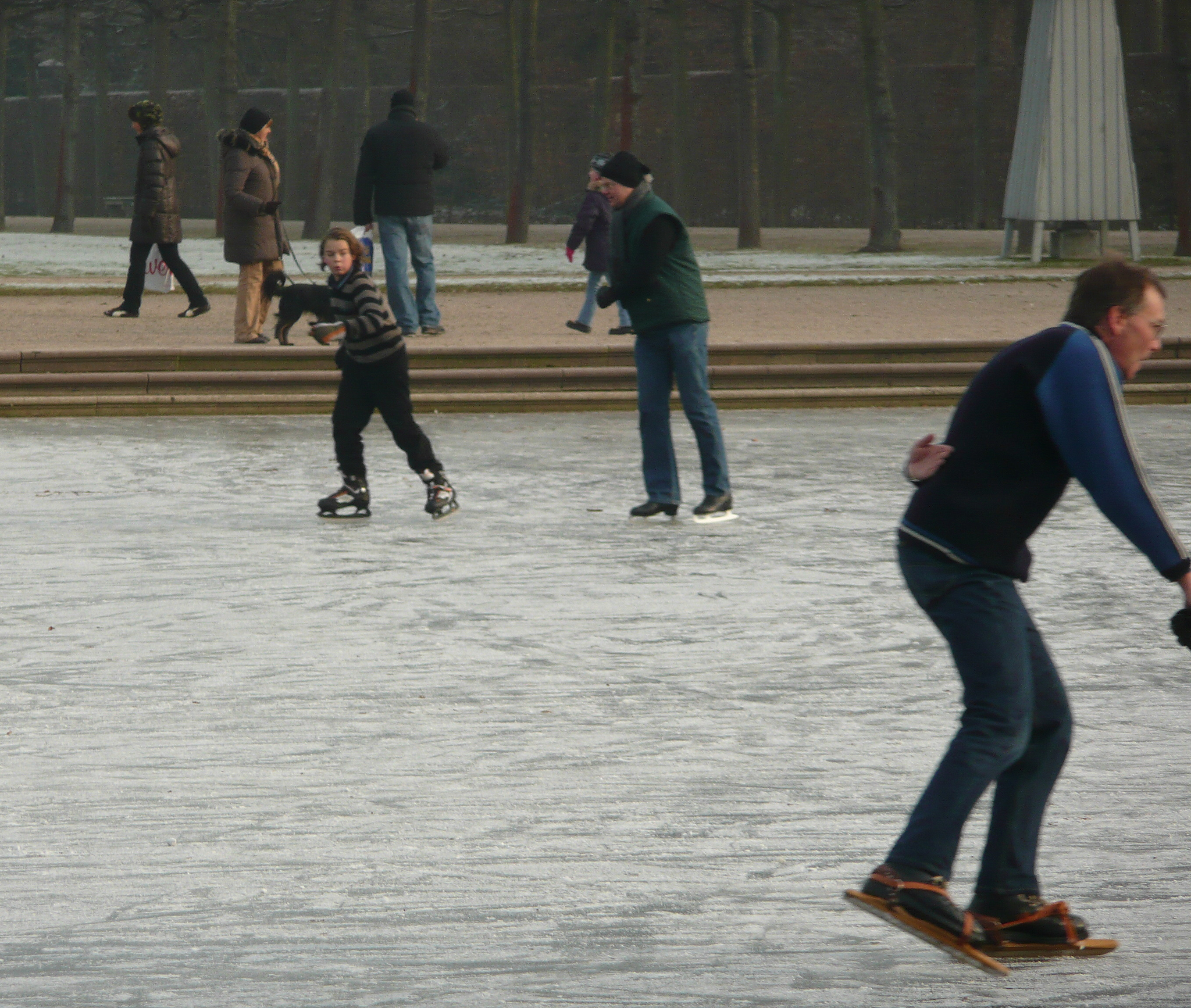
Катання на ковзанах

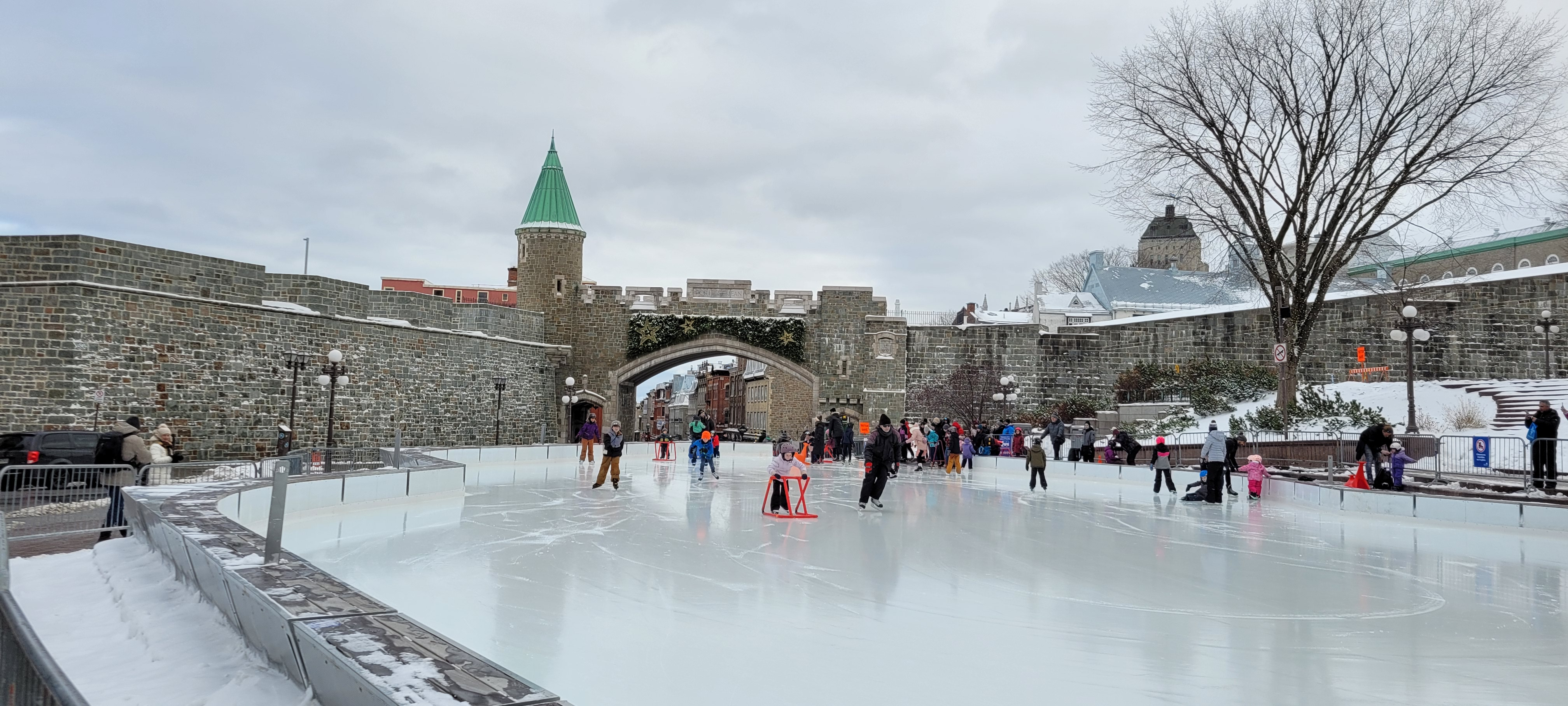
Катання на ковзанах, Квебек (місто)

Катання на ковзанах (англ. ice skating) — переміщення льодом (або іншою подібною поверхнею) за допомогою ковзанів. Катання на ковзанах може бути спортом і відпочинком, а також подорожжю з різними цілями. Як поверхня використовуються спеціально підготовлені доріжки як з льоду, так і з полімерів, у критих приміщеннях або на відкритих просторах, а також замерзла поверхня природних водойм, таких як озера та річки.

## Фізика переміщення
Переміщення ковзанів льодом відбувається через неможливість молекул матеріалу ковзана зв'язатися з молекулами льоду, що призводить до руху, подібному з рухом по поверхні рідини. Молекули води на верхньому рівні льоду мають можливість колихатися набагато сильніше, ніж молекули внутрішніх рівнів. Рухливість зовнішніх молекул в 100 000 разів вище, ніж внутрішніх, і всього в 25 разів менше, ніж у води в рідкому стані. Це і забезпечує спостережуване зниження тертя..